# Convento de Santo Domingo (Puigcerdá)
El convento de Santo Domingo (en catalán: convent de Sant Domènec) es un monumento del municipio de Puigcerdá, en la comarca de la Cerdaña, provincia de Gerona, Cataluña, España. Es una obra incluida en el Inventario del Patrimonio Arquitectónico de Cataluña.

## Descripción
El convento de San Domingo de Puigcerdá, junto al templo del mismo nombre, fue fundado en 1290 por el fraile dominicano Bernat Guillem. Los dominicos habían llegado a la villa un par de años antes, y habían permanecido en una casa en préstamo, como acostumbraban a proceder las órdenes mendicantes. La iglesia se comenzó hacia el 1292, con el apoyo de Jaime II de Mallorca. También contribuyeron Ponç de Ur y el que era obispo de Urgel, Guillem de Montcada. Guillermo Cadell, adinerado de Puigcerdá, hizo un donativo de 400 sueldos para poder recibir sepultura en el convento, una práctica habitual en la época y fuente importante de ingresos para los mendicantes. Parece que las obras se terminaron hacia el 1310. Su fundación recibió, al inicio, la oposición del monasterio de Cuixà.
Hay que tener en cuenta que la fundación del convento coincide con el período más pujante de Puigcerdá. Con el paso del tiempo, tanto la iglesia como el convento sufrieron destrucciones y reconstrucciones, por lo que actualmente lo único que permanece es la iglesia, aunque reformada, y parte del claustro, que probablemente ya no forma parte de la etapa de la fundación, sino del 1610. Durante el siglo XIV vivió el fraile Arnau de Pinós, que fue venerado como beato a su tumba en la sala capitular.
La violencia del terremoto de Cataluña de 1428 también llegó a Puigcerdá y el convento resultó afectado.
A inicios del siglo XIX, cuando era en reconstrucción, quedó dañado durante la Guerra de la Independencia: se destruyó el claustro, casi totalmente. En 1835 el convento fue suprimido y se utilizó como cuartel militar y, posteriormente, como escuela. En 1868 la Junta Revolucionaria de Puigcerdá derriba el campanario. En 1936 es incendiado; como el anterior templo parroquial, Santa María de Puigcerdá, queda destruido durante la Guerra Civil Española, pasa a serlo ésta.
Actualmente, después de una remodelación en el 2001, se aloja la Biblioteca Condado de Cerdaña, el Archivo Comarcal de la Cerdaña (ACCE), el Instituto de Estudios Ceretanos y el Casal de Avis San Domingo de Puigcerdá.

## Arquitectura
El templo sigue el modelo del templo mendicante de nave única, con capillas laterales entre los contrafuertes. Tiene una sola nave de dimensiones tales que dan idea de la importancia demográfica del valle. Hace 16 metros de ancho y 34 de largo.
La cabecera fue sustituida, durante el siglo XX, por un arco triunfal de tono clasicista. La cubierta fue reformada íntegramente después del incendio de 1936, poco acertadamente: se usaron unas placas de cerámica de motivos vegetales y geométricos, y se mal modificaron las cargas sobre los arcos del diafragma.
Actualmente, permanecen cinco capillas alojadas entre los contrafuertes, cubiertas con bóveda de crucería. La primera y la quinta del lado de la epístola alojan la escalera que lleva al corazón y al órgano, la actual del siglo XX, aunque plenamente operativo. La segunda tiene una tipología del siglo XIV.
El interés mayor del exterior es la faja principal, muy modificada. En el siglo XX se trasladó un portal de la antigua iglesia de Santa María, la destruida durante la guerra civil, de mármol rojo de Isòvol. De la puerta principal, del XV, se puede destacar el zócalo, muy desarrollado, presente a lo largo de toda la fachada, que incluye decoración de motivos vegetales.
La mayor parte de las dependencias conventuales albergan hoy día el Archivo Histórico.

## Pinturas murales
La tercera capilla del lado del evangelio contiene pinturas murales fechadas entre 1320 y 1340. Son un ejemplo de la pintura gótica lineal de tradición francesa, inspiradas en una vidriera de la Catedral de Carcasona. El tema es la vida de San Pedro y la Alegoría de la Cruz (Lignum vitae).
Estas pinturas fueron trasladadas a Barcelona para ser restauradas y posteriormente se conservaron en el edificio de la Fontana d'Or de Gerona durante años. En los ochenta regresaron a la villa. Otro fragmento permanece en el Museo Nacional de Arte de Cataluña.

## Esplendor
En el archivo comarcal de Puigcerdá se conserva una copia de un manuscrito de Joan Trigall que es un testimonio del esplendor que conservaba el edificio en 1603:

Otro monasterio muy grande y rico junto a la calle y puerta de Lívia es el de frailes Predicadores o de la orden de Santo Domingo. Su templo también es muy grande, hermoso y rico. Hará cerca de 150 años que se cayó por un terremoto, después lo volvieron a edificar. Tiene una puerta grandísima y hermosísima, todo de piedra jaspe muy bien labrada y muy lisa, tanto que yo muchas veces, cuando era muchacho, limpiando primero con la ropa o con el pañuelo, me miraba en ella (...) También tiene un coro muy grande con dos órdenes de sillas labradas y más de veinte altares y retablos. Con su grande órgano y otro organillo en la capilla de Ntra. Sra. del Rosario, aunque está en la misma nave. (...) Tiene muy buenos y ricos ornamentos, así de plata como toda suerte de sedas, como casullas, capas, etc.

Tiene una hermosa torre o campanario, con tres campanas y unos grandes claustros (...) con muy lindos pilares de piedra redondos todos y cada uno de una pieza. Tiene una huerta grande y pozo. Viven (...) veinte frailes de continuo (...) Hay noviciado y dan el hábito. Continuamente leen en él curso de artes y teología...
Juan Trigall, Cerdaña y Puigcerdá, 1603